# Центральный исполнительный комитет СССР
Центральный исполнительный комитет СССР (ЦИК СССР) — высший орган государственной власти СССР в 1922—1938 годах, формируемый Всесоюзными съездами Советов и периодически (а на практике — эпизодически) собираемый на сессии в промежутках между Всесоюзными съездами Советов.
ЦИК СССР избирал Президиум, который являлся высшим органом власти СССР в периоды между сессиями, а также сопредседателей ЦИКа по числу союзных республик. Очередные сессии ЦИК СССР должны были созываться три раза в год, а чрезвычайные — по постановлению Президиума ЦИКа СССР, по требованию СНК СССР или ЦИКа союзной республики. На практике за период с 1922 года по 1937 год всего состоялось 8 съездов Советов и 24 сессии ЦИК продолжительностью от 1 до 12 дней. Большинство сессий ЦИКа СССР проходили в Москве, по одной — в г. Ленинграде и г. Тифлисе.
ЦИК СССР формировал Совет народных комиссаров СССР, Верховный суд СССР. Был подотчётен Всесоюзному съезду Советов.
По Конституции 1936 года в качестве высшего органа государственной власти Всесоюзный съезд Советов и его центральный исполнительный комитет были заменены с 1938 года Верховным Советом СССР.

## Структура ЦИК
До 1924 года ЦИК СССР — однопалатный орган, учреждённый на основании ст. 6 Договора об образовании СССР. Состоял из 371 представителя союзных республик, избираемых пропорционально их населению. 
Президиум ЦИКа избирался в составе 19 членов.
По Конституции СССР 1924 года состоял из двух палат: Союзного Совета и Совета национальностей. Президиум ЦИКа избирался в количестве 21 человека и включал сопредседателей ЦИКа, секретаря Президиума и Президиумы Союзного Совета и Совета национальностей в полном составе.

## Съезды Советов
- I Всесоюзный съезд Советов (30 декабря 1922 года)
- II Всесоюзный съезд Советов (26 января — 2 февраля 1924 года)
- III Съезд Советов (13—20 мая 1925 года)
- IV Съезд Советов (18—26 апреля 1927 года)
- V Съезд Советов (20—28 мая 1929 года)
- VI Съезд Советов (8—17 марта 1931 года)
- VII Съезд Советов (28 января — 6 февраля 1935 года)
- Чрезвычайный VIII Съезд Советов (25 ноября — 5 декабря 1936 года)

## Руководство

### Председатели ЦИК
От РСФСР
- Калинин, Михаил Иванович (30.12.1922 — 12.01.1938)

От Украинской ССР
- Петровский, Григорий Иванович (30.12.1922 — 12.01.1938)

От Белорусской ССР
- Червяков, Александр Григорьевич (30.12.1922 — 16.06.1937)
- Стакун, Михаил Иосифович (17.06.1937 — 14.11.1937)

От ЗСФСР
- Нариманов, Нариман Наджаф оглы (30.12.1922 — 19.03.1925)
- Мусабеков, Газанфар Махмуд оглы (21.05.1925 — 12.01.1938)

От Туркменской ССР
- Айтаков, Недирбай (21.05.1925 — 21.07.1937)

От Узбекской ССР
- Ходжаев, Файзулла Губайдуллаевич (21.05.1925 — 17.06.1937)

От Таджикской ССР
- Максум (Лутфуллаев) Нусратулло (18.03.1931 — 04.01.1934)
- Рахимбаев, Абдулло Рахимбаевич (04.01.1934 — 07.09.1937)

### Секретари Президиума ЦИК
- Енукидзе, Авель Сафронович (30.12.1922 — 3.3.1935)
- Акулов, Иван Алексеевич (3.3.1935 — 9.7.1937)
- Горкин, Александр Фёдорович (9.7.1937 — 12.1.1938)

## ЦИКи Советских республик
- Всероссийский центральный исполнительный комитет (1917—1938) (РСФСР)
- ЦИК Туркестанской ФСР (1918—1924) (Туркестанская ФСР)
- ЦИК Социалистической Советской Республики Литвы и Белоруссии (1919—1920)
- Всеукраинский центральный исполнительный комитет (1919—1938) (Украинская ССР)
- ЦИК Хорезмской ССР (1920—1924) (Хорезмская ССР)
- ЦИК Бухарской Социалистической Советской Республики (1920—1924) (Бухарская ССР)
- ЦИК Социалистической Советской Республики Абхазии (1921—1931) (ССР Абхазия)
- ЦИК Азербайджанской ССР (1921—1938) (Азербайджанская ССР)
- ЦИК Армянской ССР (1921—1938) (Армянская ССР)
- ЦИК Белорусской ССР (1921—1938) (Белорусская ССР)
- Всегрузинский центральный исполнительный комитет (1921—1938) (Грузинская ССР)
- ЦИК ЗСФСР (1922—1937) (ЗСФСР)
- ЦИК Туркменской ССР (1925—1938) (Туркменская ССР)
- ЦИК Узбекской ССР (1925—1938) (Узбекская ССР)
- ЦИК Таджикской ССР (1930—1938) (Таджикская ССР)
- ЦИК Казахской ССР (1937—1938) (Казахская ССР)
- ЦИК Киргизской ССР (1937—1938) (Киргизская ССР)

## Подведомственные учреждения
Комитеты
- Временный комитет по заведованию учёной и учебной частью учреждений ЦИК СССР (Учёный комитет) (1925 — февраль 1926)
- Комитет по заведованию учёной, учебной и литературно-издательской частью учреждений ЦИК СССР (Учёный комитет) (февраль 1926 — декабрь 1926)
- Комитет по заведованию учёными и учебными учреждениями ЦИК СССР (Учёный комитет) (декабрь 1926 — 1937)

## Официальные издания
- Известия ЦИК СССР и ВЦИК Советов рабочих, крестьянских, красноармейских и казачьих депутатов (1923—1938)
- Вестник ЦИК, СНК и СТО СССР (1923—1924)